# 田中彩友美
田中 彩友美（たなか あゆみ、1992年10月12日 - ）は、福岡県出身のファッションモデル、タレント、歌手。血液型はA型。アクティブハカタ所属していた。

## 経歴
主に九州地域で放映されるテレビCMや広告スチルのモデルとして福岡を拠点に活動するほか、所属事務所のアクティブハカタが主宰する児童劇団『Pot Pokke』に所属。
同じくCMや舞台等で活動していたアクティブハカタ所属のティーンズタレントから選抜されたダンスユニット『DVL』に2003年の結成時から参加。趣味・特技である歌やダンスにも活動の場を拡げる。2006年5月にはインディーズでCDをリリース。「博多どんたく港まつり2006」のステージにも出演した。 
2006年春に開催された、ローティーン向けファッション雑誌『ピチレモン』の第14回ピチモオーディションでグランプリに選ばれた。
2008年9月号をもってピチモを卒業した。

## ディスコグラフィ

### CD
- ママのニューバッグ / 拝啓オヤジ様！（2006年5月1日）※インディーズ作品、DVLとして

## 出演

### CM
- 西鉄香椎花園
- 阿蘇酪農パーク
- JR九州
- NOVA
- ミサワホーム
- トキハデパート
- スタンダード家庭教師サービス

他

### テレビ番組
- TVQ九州放送「九州経済NOW」子供リポーター
- TVQ九州放送「ばりすご☆ボイガー7 セクシー小学生」
- 日本テレビ「火曜サスペンス劇場」

### スチル
- スタジアム
- 太陽技研
- 個別教育スタンダード

### 舞台
- すみれ島
- 明日に向かって飛べ
- ブレーメンの音楽隊
- ピエロ人形の詩
- ぺったりゆうれい